# Pablo Lastras
Pablo Lastras García (født 20. januar 1976) er en spansk tidligere professionel landevejsrytter.